# Guggenberg, Lesna dolina
Guggenberg je naselje občine Lesna dolina v okraju Šmohor na Koroškem v Avstriji.